# Stückprüfung
Eine Stückprüfung ist die Prüfung eines Stücks der Serienfertigung auf Übereinstimmung mit dem Muster, das gegen Normen typgeprüft bzw. gegen Kundenanforderungen bemustert wurde.
Die Prüftiefe ist oft geringer als für das Muster. Die Prüfung von Prüflosen steht im Gegensatz zur Vollprüfung (Stück-für-Stück-Prüfung).